# Кулиев, Ханлар Гасангули оглы
Ханлар Гасангули оглы Кулиев (азерб. Xanlar Həsənqulu oğlu Quliyev; 1912, Джеватский уезд — 1973, Имишлинский район) — советский азербайджанский животновод, Герой Социалистического Труда (1948).

## Биография
Родился в 1912 году в селе Сарыханлы Джеватского уезда Бакинской губернии (ныне — в Имишлинском районе Азербайджана).
С 1936 года колхозник, с 1946 года заведующий овцеводческой фермой, с 1953 года заместитель председателя колхоза, с 1954 года бригадир кормозаготовительной бригады колхоза имени Герая Асадова Имишлинского района. В 1947 году вырастил от 1212 грубошерстных овцематок 1462 ягненка, при среднем весе ягнят к отбивке 41,5 килограмма.
Указом Президиума Верховного Совета СССР от 17 августа 1948 года за получение в 1947 году высокой продуктивности животноводства Кулиеву Ханлару Гасангули оглы присвоено звание Героя Социалистического Труда с вручением ордена Ленина и золотой медали «Серп и Молот».
Активно участвовал в общественной жизни Азербайджана. Член КПСС с 1959 года.
Скончался в 1973 году.